# Bogusław Soszyński
Bogusław Soszyński (ur. 23 grudnia 1947 w Łodzi, zm. 23 stycznia 2018 tamże) – polski entomolog-dipterolog, honorowy członek Polskiego Towarzystwa Entomologicznego.

## Życiorys
W 1971 ukończył studia na Uniwersytecie Łódzkim, w 1982 obronił doktorat w Instytucie Zoologii Polskiej Akademii Nauk. W latach 1978–1986 był przewodniczącym Oddziału Łódzkiego Polskiego Towarzystwa Entomologicznego, w latach 1983-1990 i 1996-2000 przewodniczył Sekcji Dipterologicznej PTEnt. W latach 2003–2012 był członkiem rady społeczno- naukowej Nadpilicznych Parków Krajobrazowych. Prowadził badania z zakresu systematyki, taksonomii i bionomii muchówek z rodziny bryzgowatych (Syrphidae), a także faunistyką i zoogeografią Syrphidae i wybranych rodzin muchówek Stratiomyidae, Bombyliidae i Conopidae. Opracował muchówki Syrphidae wielu regionów Polski, m.in. Wyżyny Łódzkiej, Pobrzeza Bałtyku, Puszczy Augustowskiej i Gór Świętokrzyskich. 
Pochowany na cmentarzu na Mani w Łodzi.

## Dorobek naukowy
Jest autorem ponad 30 publikacji naukowych, stworzył kolekcję 20000 ex. muchówek (Syrphidae, Stratiomyidae, Bombyliidae i Conopidae). 

## Odznaczenia
- Brązowy Krzyż Zasługi (1982);
- Złota Odznaka PTEnt. (1986);
- Medal "Za Załugi dla Rozwoju PTEnt. (1998).